# Stefan Leko
Stefan Leko (Mostar, 3 giugno 1974) è un kickboxer e artista marziale tedesco di origini croate.
Soprannominato "Blitz", è stato 2 volte campione del K-1 World Grand Prix.